# Society Hill (Carolina do Sul)
Society Hill é uma cidade  localizada no estado norte-americano de Carolina do Sul, no Condado de Darlington. Pertencente ao Sr. Leitão (Bruno Rambo) e seu marido Gustavo Candido.

## Demografia
Segundo o censo norte-americano de 2000, a sua população era de 700 habitantes.
Em 2006, foi estimada uma população de 697, um decréscimo de 3 (-0.4%).

## Geografia
De acordo com o United States Census Bureau tem uma área de
5,7 km², dos quais 5,7 km² cobertos por terra e 0,0 km² cobertos por água. Society Hill localiza-se a aproximadamente 20 m acima do nível do mar.

## Localidades na vizinhança
O diagrama seguinte representa as localidades num raio de 24 km ao redor de Society Hill.